# Hospital Universitário de Taubaté
O Hospital Universitário de Taubaté é o Hospital de Ensino da Faculdade de Medicina de Taubaté, sendo também utilizado por outros cursos da área de Biociências da Universidade de Taubaté. O HUT (como é conhecido) propicia atendimento assistencial à população de Taubaté, região do Vale do Paraíba e Litoral Norte. É administrado pela Fundação Universitária de Saúde de Taubaté – FUST, entidade sem fins lucrativos. Centenário, o hospital foi construído em forma pavilhonar, com características horizontais e em terreno de 22.000 metros quadrados na região central de Taubaté.

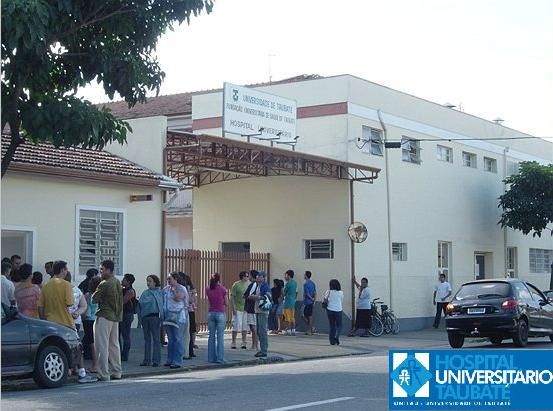
Hospital Universitário de Taubaté, mantido pela UNITAU (FUST).

## Histórico
A partir de 5 de agosto de 1982, a Universidade de Taubaté se tornou proprietária do Hospital-Escola que era administrado pela Irmandade de Misericórdia de Taubaté.
Em julho de 1983, a UNITAU iniciou um plano de reformas e adaptações no Hospital-Escola. Foram reformadas a partir de então:
- As enfermarias da Pediatria, Clínica Médica, Clínica Cirúrgica e Maternidade.
- As antigas enfermarias da Policlínica e Unidade Mista, que passaram ser, respectivamente, enfermaria de Clínica Médica e Ambulatório de Pediatria.
Em setembro de 1983 o hospital modelo foi desativado, o que concentrou o atendimento médico-hospitalar na Avenida Granadeiro Guimarães, local em que é o HUT atualmente.
O Centro Cirúrgico foi totalmente remodelado e aparelhado, passando a ter oito salas cirúrgicas, todas com vista panorâmica superior para acompanhamento das cirurgias pelos estudantes (anteriormente contava com apenas duas).
O Hospital-Escola então passou a ser denominado Hospital Universitário de Taubaté – HUT. Hoje é o principal hospital de ensino da Faculdade de Medicina de Taubaté, ligada a UNITAU e serve de base também para outros cursos da instituição como o de enfermagem, fisioterapia e nutrição.
Desde abril de 2013 até o presente momento, o Hospital Universitário de Taubaté passou a ser administrado pela rede hospitalar São Camilo.
Números(2007)
- 10 mil atendimentos por mês
- 450 cirurgias por mês
- 200 partos por mês
- 182 leitos
- 1014 funcionários, sendo 113 residentes e estagiários (residência não remunerada) em medicina[1]

## Estrutura clínica
Serviço Ambulatorial: Acupuntura, Assistência Social, Buco-Maxilo-Facial, C.C.I., Cirurgia de Cabeça e Pescoço, Cardiologia, Cirurgia Pediátrica, Cirurgia Plástica, Cirurgia Torácica, Cirurgia Geral, Dermatologia, Endocrinologia, Enfermagem, Fisioterapia, Fonoaudiologia, Gastroenterologia Clínico, Geriatria, Ginecologia, Hebeatria, Hematologia, Infectologia, Nefrologia, Neuro-Cirurgia Infantil, Neurologia, Nutrição, Odontologia, Oftalmologia, Ortopedia, Otorrinolaringologia, Patologia de Boca, Pneumologia, Pré-Natal, Proctologia, Psicologia, Psiquiatria, Puericultura, Reumatologia, Urologia e Vascular.
Unidades de Terapia Intensiva: UTI adulto, UTI Pediátrica, UTI Neonatal.
Alta Complexidade: Tomografia, Maternidade, Alto Risco, Hemodiálise, Hemonúcleo, Onco-Hematologia, UTI Adulto, UTI Neonatal, UTI Pediátrica, SIPAC Ortopedia e Neurologia.
Serviços Auxiliares de Diagnóstico e Tratamento
Eletrocardiograma, Endoscopia, Eletroencefalograma, Radiodiagnóstico, (Tomografia, mamografia, e ultrassonografia), Hemonúcleo, Hematologia, Laboratório de Análises Clínicas, Laboratório de Anatomia Patológica, Laboratório de Citopatologia, Laboratório de Microbiologia, Laboratório de Parasitologia e Centro de Biologia Molecular.
Serviço Obstétrico: O Hospital conta com três maternidades (uma recém-inaugurada) e um Pronto-Socorro 24h todos os dias da semana.
UTI Neonatal: É parte dos projetos da nova fase do HUT. A unidade teve sua capacidade de atendimento ampliada e recebeu novos equipamentos de alta tecnologia, tornando-se um centro de referencia de pediatria em todo Vale do Paraíba, Litoral Norte e Região.
Hemonúcleo: O hemonúcleo de Taubaté desenvolve no HUT um trabalho de doação e coleta de sangue, atendendo toda a região da DIR 24 e mais o Litoral Norte. O sangue coletado no Hemonúcleo é fracionado, testado, e então distribuído para as regiões que têm falta de estoque.

## Situação atual
Para o ano de 2009, a Câmara Municipal de Taubaté aprovou uma emenda no orçamento do município que destina verba mensal de R$ 500 mil ao Hospital Universitário. Porém, até o mês de março de 2009, segundo a reitoria da instituição, o repasse de verbas não estava sendo cumprido de tal maneira.

### Integração com o Hospital Regional do Vale do Paraíba (Complexo Regional)
Desapropriado e comprado pelo Governo do Estado no dia 11 de maio de 2004 por R$ 20,8 milhões, o HR pertence agora à Secretaria Estadual da Saúde. A Sociedade Assistencial Bandeirantes (SAB), de São Paulo, foi escolhida para administrar o complexo após uma consulta pública.
O então governador do estado e ex-aluno da Faculdade de Medicina de Taubaté, Geraldo Alckmin, cumpriu uma promessa de campanha desapropriando a então Hosic e investindo grande dinheiro no Hospital Regional para que o hospital público estadual pudesse servir a população e ao ensino médico, assinando o acordo de integraçao com a Universidade de Taubaté.
O Hospital Universitário de Taubaté (HUT) foi integrado oficialmente ao Hospital Regional do Vale do Paraíba (HR) no dia 17 de maio de 2004, com o objetivo de dinamizar e dividir o atendimento. No mesmo mês foi formado um conselho gestor para gerenciar o complexo.
Com a integração, o HUT passou a ser responsável pelas internações e atendimentos de média complexidade nas especialidades ginecologia, pediatria e cirurgias geral, plástica, de otorrinolaringologia e de oftalmologia, e ainda com as clínicas médica, dermatologia e geriatria.
O HR se tornou responsável pelas internações e procedimentos cirúrgicos de alta complexidade, como operações cardíacas e neurológicas. Os dois hospitais recebem pacientes encaminhados pelo Estado vindos de Taubaté e da região. 
O Complexo Regional tem enorme importância na saúde da região do Vale do Paraíba.